# Фирюсиха
Фирюсиха — сельский посёлок в городском округе город Выкса Нижегородской области. Входит в состав рабочего посёлка Виля.